# 오이정 (사이타마현)

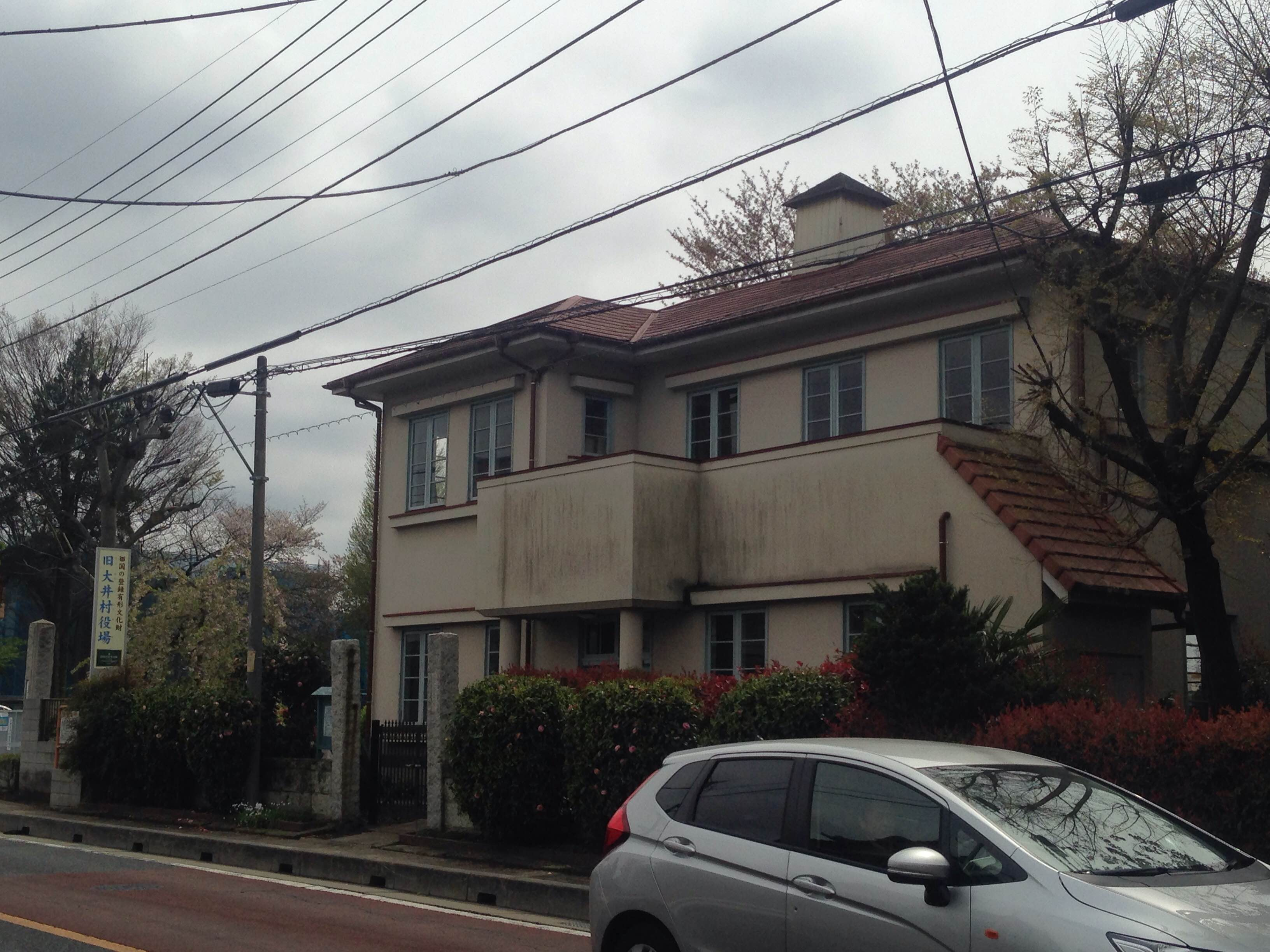

오이정(大井町)은 사이타마현 남서부에 위치했던 동서 약 6.0㎞, 남북 약 3.5㎞의 정이다. 도쿄 도시권 #사이타마현(도쿄 통근권).
2000년도 인구조사에서는 인구증가율 14.9%로 현내 1위를 차지했으며, 한때는 2005년도 인구조사에서 인구 5만명을 넘을 경우 단독으로 시제 시행하는 것도 검토되었다.2004년 시점의 전국 정촌 인구밀도에서는 일본 제일이었다.덧붙여 합병 이후에 실시된 2015년도 국세조사에서는, 구 오이마치의 인구는 51,216명이 되어, 5만명을 넘고 있다
기후는 여름에는 강우량도 비교적 많아 상당히 고온이 된다.겨울은 북서쪽에서 강한 계절풍과 맑은 날씨가 많다.

## 지리
- 사이타마 현의 남서부에 위치하고 무사시노다이치의 북동부 가장자리에 위치한다.
- 동서 약 6.0㎞로 높낮이 차는 겨우 약 40m로 기복이 거의 없는 완만한 사면상에 입지하고 있다.
- 면적 7.86km2는 마을 폐지 시점의 데이터로 와라비시·기타사이타마군 미나미카와라무라(현:유키타시)·하토가야시(현:카와구치시)·카미후쿠오카시(현:후지미노시)에 이어 현내 5번째로 작았다.
- 마을의 북쪽 및 서쪽으로 가와고에 시, 동쪽으로 가미후쿠오카 시, 동쪽 및 남쪽으로 후지미 시, 남쪽으로 이리마 군 미요시 정에 인접한다.
- 마을 중앙을 국도 254호(가와고에 가도)가, 마을 동부에는 도부 철도 도조선이, 마을 서부에는 간에쓰 자동차도가 각각 남북으로 지난다.
- 철도역은 없다.

## 역사
2005년도까지의 발굴조사에서 마을 내에서 가장 오래된 생활 흔적으로 알려진 것은 혼무라 호무라 유적 제17지점에서 볼 수 있었던 다치카와 롬 VII층(2만 7천년 전)의 석기 블록이다.
- 죠몬 시대 중기 전반, 카메이 유적의 취락이 운영되었다.
- 죠몬 시대 중기 후반, 니시노하라 유적의 취락이 운영되었다.
- 나라 시대부터 헤이안 시대의 초두에 걸쳐 후지미시와의 인접지에 가까운 고지대에 제철로가 세워졌다(토다이 유적).동태금산공원이라는 포켓파크에 제철로가 1기 보존되어 있다.
- 마을 이름의 유래는 평안 시대 말기에 파였다고 볼 수 있는 큰 우물에서 유래한다.이는 깊이 30m 이상이나 돼 당시 물 사정의 노고를 추모한다.현재는 개수공사에 따라 다른 곳에 복원 보존되어 있다.
- 무로마치 시대, 오이슈쿠의 전신이 되는 취락 유적이 카와고에 가도의 동쪽에 펼쳐져 있던 것이 확인되고 있다(혼무라 유적).
- 에도 시대 가와고에 가도의 슈쿠바 마을로서 오이슈쿠가 설치되었다.
- 1879년 - 아사히학교 개교.
- 1889년 4월 1일 - 1정 3촌이 합병해 오이촌이 되었다.
- 1966년 11월 3일 - 정으로 승격하였다.
- 1980년 - 현재의 중앙 공민관 신축. 이전까지의 중앙 공민관을 미나미 공민관으로 개칭.
- 2005년 10월 1일 - 인접한 가미후쿠오카시와 합병해 후지미노시가 되었다.

## 교통
도부 철도가 지나가도 역은 없기 때문에 마을 주민들은 인접한 가미후쿠오카 시·후지미 시에 있는 역을 이용하고 있다.

### 도로
- 간에쓰 자동차도(나들목 없음)
- 국도 제254호선